# Ahkal Mo' Naahb I
Ahkal Mo' Naab' I, anche conosciuto come Cauac-uinal I (5 luglio 465 – 29 novembre 524), è stato un regnante della città Maya di Palenque.
La governò dal 3 giugno 501 fino alla sua morte. È il primo sovrano del quale si conoscano le date di nascita e morte. Si crede possa essere il fratello minore di B'utz'aj Sak Chiik. Il suo nome è spesso ricordato, per ragioni ancora sconosciute, nelle narrazioni lasciate da K'inich Janaab' Pakal che governò nel secolo successivo, probabilmente per un richiamo genealogico di discendenza.